# Сущее
Су́щее — существительное, образованное от причастия «сущий» от глагола «быть», означает «то, что есть».
В философии сущее рассматривается в двух аспектах — со стороны своей определённости, сущности, и со стороны своего существования, бытия.
Различение бытия, или существования (экзистенции), и сущности (эссенции) проводит средневековый философ Боэций (ок. 480—524). Сущность вещи выражается в её определении, в её понятии, постигаемом разумом. О существовании вещи мы узнаём из опыта. Согласно Боэцию, бытие и сущность совпадают только в Боге, который есть простая субстанция; в сотворённых вещах бытие и сущность не совпадают. Для того, чтобы некоторая сущность получила существование, она должна стать причастной бытию посредством акта творения, осуществляемого божественной волей.
Хайдеггер первым выделил Dasein (присутствие) как особое сущее, в отличие от сущих как наличности (неприсутствиеразмерных сущих). «Присутствие есть сущее, которое не только случается среди другого сущего. Оно, напротив, онтически отличается тем, что для этого сущего в его бытии речь идет о самом этом бытии» (Dasein — «сущее, в бытии которого речь (дело) идет о самом этом бытии»). Оно постигается в аналитике экзистенциалов, в отличие от других сущих, которые традиционно постигаются через категории (Аристотель).
В славянских переводах Библии слово Сущий используется как имя Бога (Исх. 3:14). Этому соответствует представление Боэция, что бытие и сущность совпадают только в боге.